# Strużnica
Strużnica (niem. Neu Fischbach – Nowy Rybi Potok) – wieś w Polsce, położona w województwie dolnośląskim, powiecie karkonoskim, gminie Mysłakowice, w Rudawach Janowickich, w Sudetach Zachodnich.
W latach 1975–1998 wieś położona była w województwie jeleniogórskim.
Strużnica była kolonią Karpnik. Nazwa pochodzi od potoku w którym było bardzo dużo pstrągów.

## Położenie
Wieś leży u podnóża Starościnskich Skał, Skalnika, Mężykowej i Fajki. Przez wieś przepływa rzeka Karpnicki Potok.

## Historia i współczesność
Do lat 90. XX wieku we wsi funkcjonował sklepik, przed wojną również dwie karczmy. Pod koniec lat 90. zamknięto ośrodek kolonijny. Stary tartak został zamknięty w roku 2001. Obecnie we wsi znajduje się: tartak (inny), stok narciarski oraz „Harcerska Polana”, na której latem obozują harcerze z Hufca ZHP Łódź-Polesie. Przyjeżdżają latem nieprzerwanie od roku 1972.

## Turystyka i wypoczynek
Otaczające Góry Strużnickie (niem. Fisch-bacher) z licznymi Strużnickimi Skałami to wspaniała frajda dla początkujących wspinaczy. Wieś stanowi bardzo dobrą bazę wypadową na Starościńskie Skały, Skalnik, Mężykową, Świnią Górę, Fajkę, Góry Sokole oraz Krzyżna Góra. Strużnica znajduje się w centrum Rudawskiego Parku Krajobrazowego. Do wsi dojeżdża autobus miejski nr 33 z Jeleniej Góry.

## Krótkofalarstwo
QTH Locator JO70WT do JO70WU

## Nazwy historyczne
| Data | Nazwa              |
| ---- | ------------------ |
| 1654 | Neu Fischbach      |
| 1816 | Alt.-Neu Fischbach |
| 1825 | Neudorf            |
| 1945 | Nowa Wieś          |
| 1946 | Strużnica          |

## Ludność
Obecnie jest to najmniejsza miejscowość gminy Mysłakowice.